# Al-Adil I
Al-Adil I (en árabe: العادل‎, completo al-Malik al-Adil Sayf al-Din Abu-Bakr ibn Ayyub (en árabe: الملك العادل سيف الدين أبو بكر بن أيوب‎) (1145-1218) fue un general ayubí y gobernante de origen kurdo. Por su honorífico título de «Sayf al-Din» (Espada de Fe) fue conocido a veces por los cruzados francos como «Safadino».

## Biografía
Al-Adil fue hijo de Najm al-Din Ayyub y hermano de Saladino. Nació en junio de 1145, posiblemente en Damasco. Primero se distinguió como oficial en el ejército de Nur ad-Din Zengi durante la tercera y última campaña de su tío Shirku en Egipto (1168-1169), después de la muerte de Nur ad-Din en 1174, Al-Adil gobernó Egipto en nombre de su hermano Saladino y movilizó los ingentes recursos del país en apoyo de las campañas de su hermano en Siria y su guerra contra los cruzados (1175-1183).
Fue gobernador de Alepo (1183-1186), pero volvió a administrar Egipto durante la Tercera Cruzada (1186-1192). Como gobernador de las provincias septentrionales de Saladino (1192-1193), suprimió la revuelta de Izz Al-Din de Mosul después de la muerte de Saladino (marzo de 1193), y desempeñó el papel de hacedor de reyes durante la disputa por la sucesión entre los hijos de Saladino Al-Aziz Uthman y Al-Afdal (1193-1196). Fue nombrado gobernador de Damasco y utilizó esta base para expandir su poder, y defendió la facción que se oponía al inepto gobierno de Al-Afdal después de la muerte de Al-Aziz en 1198. A pesar de que fue sitiado cerca de Damasco (1199), derrotó a Al-Afdal en la batalla de Bilbeis en enero de 1200. Después de su victoria, fue proclamado sultán y gobernó con sabiduría sobre Egipto y Siria y durante casi dos décadas fomentó el comercio y las buenas relaciones con los estados cruzados (1200-1217). Tomó Ahlat en 1207. Tomó nuevamente las armas al oír la noticia de la Quinta Cruzada, a pesar de su avanzada edad (72, en el año 1217), y organizó las defensas de Egipto y Palestina. Enfermó y falleció mientras estaba en campaña (agosto de 1218) y fue sucedido por su hijo Malik Al-Kamil.
| Predecesor: al-Aziz Utman | Sultán de Egipto 1198-1218 | Sucesor: Malik al-Kamil |